# (36468) 2000 QA23
2000 QA23 (asteroide 36468) é um asteroide da cintura principal. Possui uma excentricidade de 0.19648860 e uma inclinação de 7.97516º.
Este asteroide foi descoberto no dia 25 de agosto de 2000 por LINEAR em Socorro.